# Cassper Nyovest
Cassper Nyovest, pseudonimo di Refiloe Maele Phoolo (Mahikeng, 16 dicembre 1990), è un cantante e rapper sudafricano.

## Biografia
Cassper Nyovest si è fatto conoscere con l'album in studio Refiloe, certificato platino dalla Recording Industry of South Africa per le oltre 30 000 unità equivalenti accumulate. L'anno successivo è stato candidato agli MTV Europe Music Awards per il premio al miglior artista africano e ha vinto il suo secondo MTV Africa Music Award, trionfando nella categoria di miglior artista dal vivo. Anche il disco Thuto (2017) ha finito per ottenere una certificazione d'oro dalla RISA.
Nell'ambito dei South African Music Awards, il principale riconoscimento musicale sudafricano, ha vinto in una categoria.

## Discografia

### Album in studio
- 2014 – Tsholofelo
- 2015 – Refiloe
- 2017 – Thuto
- 2018 – Sweet and Short
- 2020 – A.M.N (Any Minute Now)
- 2021 – Sweet and Short 2.0
- 2023 – Solomon

### Singoli
- 2016 – Jump (con Anatii feat. Nasty C)
- 2016 – Mama I Made It
- 2017 – Tito mboweni
- 2018 – Check on You (feat. Davido)
- 2018 – Ksazobalit
- 2018 – Gets Getsa 2.0
- 2018 – Hase Mo States
- 2019 – Move for Me (feat. Boskasie)
- 2020 – Good for That
- 2020 – Amademoni (feat. Tweezy)
- 2020 – Siya trenda (con Kammu Dee, Semi Tee e Miano)
- 2021 – Ama Number Ayi '10 (feat. Abidoza, Kammu Dee & LuuDadeejay)
- 2021 – Angisho Guys (feat. Lady Du)
- 2021 – The Pressure
- 2021 – Summer Love (con Raye)
- 2022 – Solo (con Charlie Kay e Gemma Griffiths)
- 2022 – Put Your Hands Up (con Mousse T.)
- 2022 – 4 Steps Back
- 2022 – Pardon My Arrogance (feat. K1ng)
- 2022 – Bana ba stout
- 2023 – Soul
- 2024 – Woza (con Jo Carlos e DJ Anunnaki)
- 2024 – Ma menemene (feat. Massive95K, DJY Fresh & L4Desh 55)
- 2025 – Kusho bani